# Кім Сан Хьоп
Кім Сан Хьоп (кор. 김상협, 金相浹, Kim Sang-hyup; 20 квітня 1920 — 21 лютого 1995) — корейський політик, шістнадцятий прем'єр-міністр Республіки Корея.

## Кар'єра
Вивчав політичні науки в Токійському університеті. Від 1957 року був викладачем Університету Корьо в Сеулі, а в 1970—1975 та 1977—1982 роках — президентом того вишу. Спеціаліст з вивчення життя та діяльності Мао Цзедуна.
1962 року очолив міністерство освіти, а 1982 — Уряд Республіки Корея.
Після відставки, в 1985—1991 роках, був головою Корейського національного товариства Червоного Хреста.